# Alec Issigonis

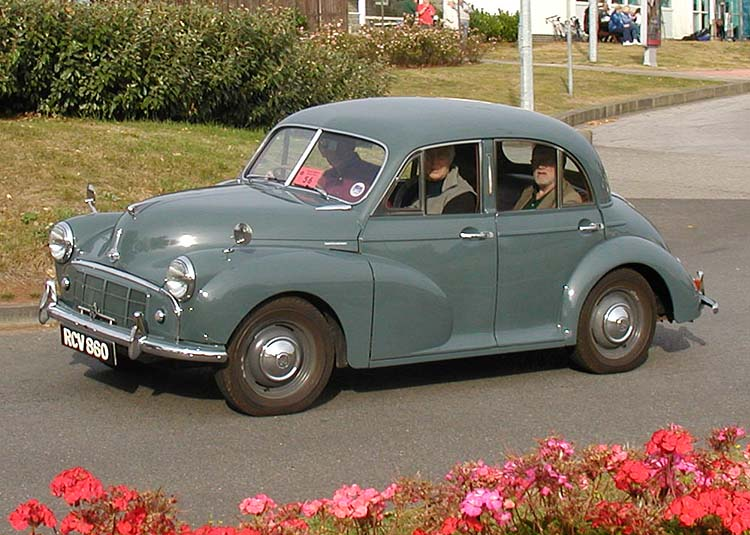
Morris Minor

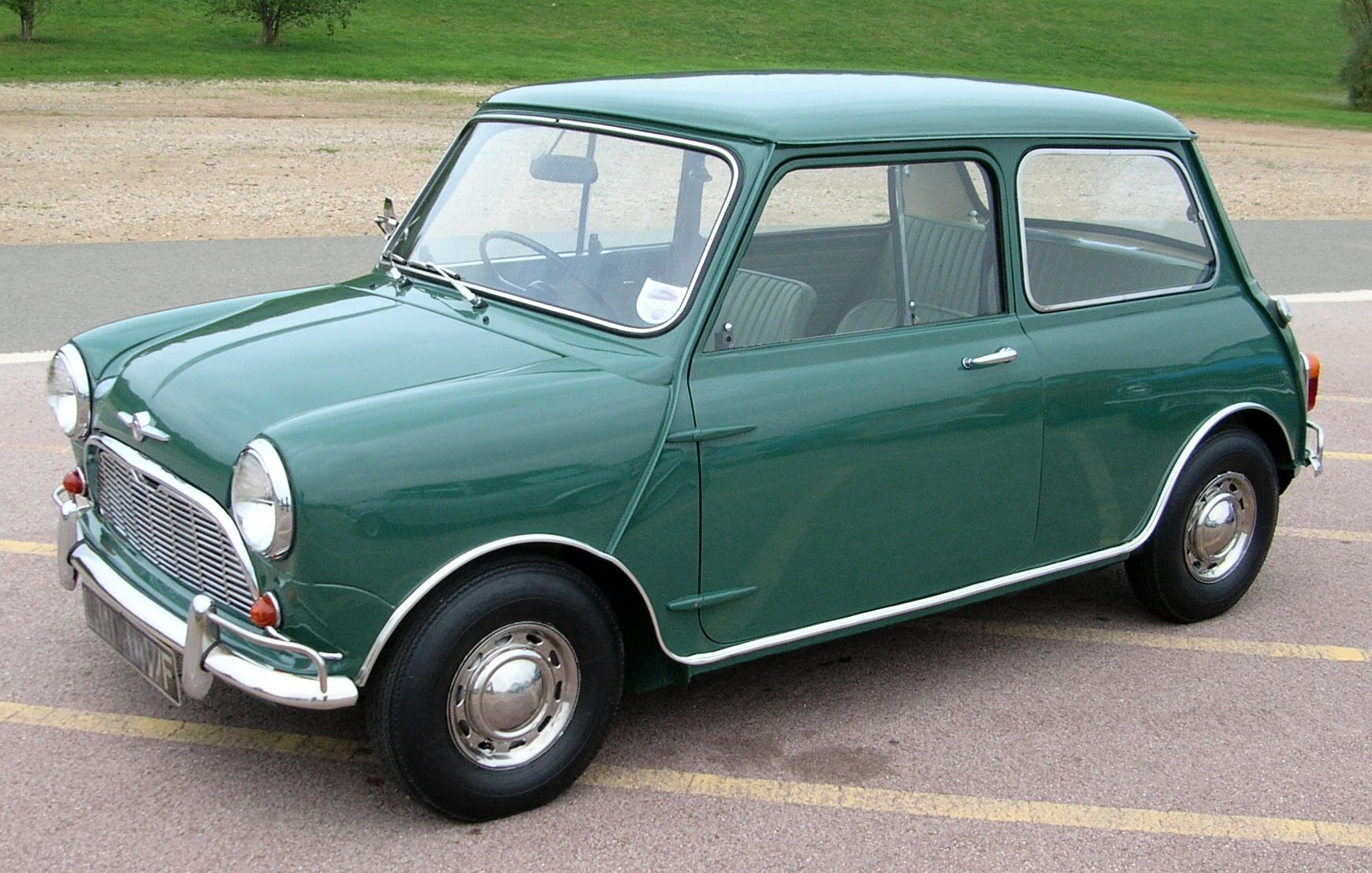
Morris Mini Minor

Alexander Arnold Constantine Issigonis, dit Alec Issigonis, né le 18 novembre 1906 à İzmir (Turquie) et mort le 2 octobre 1988 à Edgbaston (Birmingham), est un ingénieur britanno-grec connu pour avoir conçu la voiture Mini.

## Biographie
Son père est ingénieur, ressortissant anglais. Sa mère, d'origine allemande, amena son fils Alec en Angleterre, à la mort de son père et après la défaite de l'armée grecque face à l'armée d'Atatürk en 1922. 
Il commence des études artistiques en raison de son très bon coup de crayon. Mais, passionné de mécanique, il tente d’entrer à l'École polytechnique de Battersea. Il rate le concours d'entrée, car il est plus pratique que théorique. Devenu dessinateur industriel, il entre dans le monde de l'automobile par l'intermédiaire de l’inventeur d'un système d'embrayage automatique, Edward Gillet. Il part alors travailler chez le constructeur Humber en 1934. Il entre ensuite chez Morris pour participer à l'étude d'un essieu arrière, mais commence en réalité à développer une suspension à roues indépendantes. Celle-ci sera utilisée pour la première fois sur une voiture de course MG, marque du groupe Morris, la type R de 750 cm3. Son emploi en série arrivera avec la MG série Y d'après-guerre. Ce système de suspension perdurera jusqu'à la MGB (1962-1980).
En 1938, il est nommé Project Engineer pour toute la gamme Morris. La Morris Minor qu'il a conçue sort en 1948. Quatre ans plus tard, il part chez Alvis où il conçoit une berline complexe dotée d’un V8 en aluminium de 3,5 litres et 130 chevaux et à suspension indépendante. Ce projet, dépassant les ressources financières d’Alvis, n’atteindra cependant jamais le stade de la production.
En 1955, Issigonis revient chez la British Motor Corporation (BMC), dans laquelle Morris a fusionné avec son concurrent Austin. L’année suivante, il commence l’étude de la célèbre Morris Mini Minor, petite automobile économique et populaire à moteur transversal, présentée à l'été 1959. Il participe ensuite à la conception de la BMC 1100, qui restera un modèle à succès tout au long des années 60. Mais son projet suivant, l’Austin-Morris 1800, est un grave échec qui coûtera cher à son constructeur sur le marché des berlines familiales.
En 1969, il est anobli, devenant Knight Bachelor. Cette même année, après l’échec de la 1800, il est écarté de la conception des autos du groupe British Leyland (où la BMC a été absorbée l’année précédente).
Issigonis mourut en 1988 dans sa maison d'Edgbaston, un quartier de Birmingham. Il ne s’était jamais marié.

## Distinctions et honneurs
- Commandeur de l'ordre de l'Empire britannique (CBE), 1964[1]
- Médaille Leverhulme en 1966
- Membre de la Royal Society (FRS), élu le 16 mars 1967[2]
- Chevalier, 1969[3]